# Pagani (Kampanien)

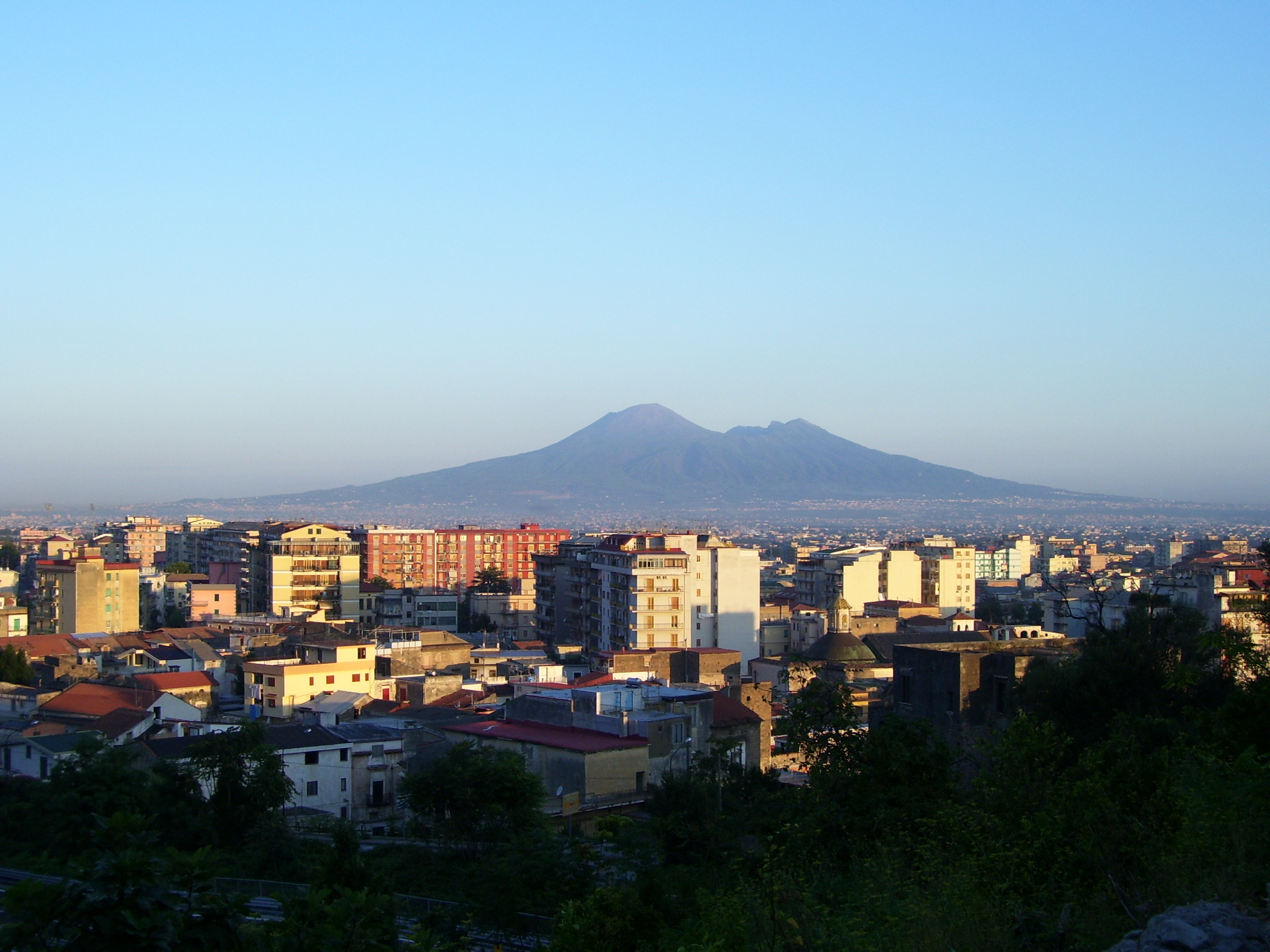
Blick auf die Stadt

Pagani ist eine Gemeinde mit 34.005 Einwohnern (Stand 31. Dezember 2023) in der italienischen Provinz Salerno, Region Kampanien.
Die Gemeinde bedeckt eine Fläche von 12 km².
Die Nachbargemeinden sind: Nocera Inferiore, San Marzano sul Sarno, San Valentino Torio, Sant’Egidio del Monte Albino und Tramonti.
Eine Städtepartnerschaft besteht mit Vaglia seit 2003.
Die Stadt ist bekannt für ihr Fest zu Ehren der Madonna del Carmine, das immer am ersten Sonntag nach Ostern stattfindet. Viele Touristen aus ganz Italien kommen zu den Feierlichkeiten, um zu der Heiligen zu beten.
Außerdem ist Pagani ein Pilgerziel für Verehrer des heiligen Alfons von Liguori, des Gründers der Redemptoristen, der von 1775 bis zu seinem Tod 1787 hier lebte und dessen Reliquien in der Basilica Sant’Alfonso aufbewahrt werden.
Der lokale Fußballverein heißt Paganese Calcio.

## Persönlichkeiten
- Luigi Gaudiano (* 1965), Boxer
- Alfonso V. Amarante (* 1970), römisch-katholischer Ordensgeistlicher und Moraltheologe